# Honourable Brigands, Magic Horses and Evil Eye
Albums de Taraf de Haïdouks
Gypsy Music from Romania
Honourable Brigands, Magic Horses and Evil Eye (en français : « Bandits d'honneur, chevaux magiques et mauvais œil ») est le premier album du groupe de musique tzigane Taraf de Haïdouks sorti le 2 décembre 1994 sur le label Cramworld.

## Liste des titres de l'album
1. Old Peasant's Song
2. Old Style Hora
3. Romance of the Suburbs
4. Gypsy Dance
5. Chronicle of a Peasant Uprising
6. Wedding Dance
7. Love Song and Dance
8. Doina and Flute Song
9. Gypsy Lament
10. Dance in Turkish Style
11. Ballad of Corbea the Haidouk
12. Variations
13. Gypsy Song to Listen to
14. Fast Dance
15. Jail Song and Dance
16. Old Instrumental Song